# Eixample de Lleó

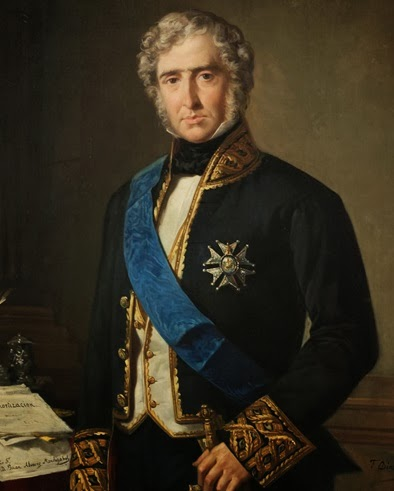
Amb la desamortització de Mendizábal, van estar disponibles noves terres per al desenvolupament urbà de la ciutat.

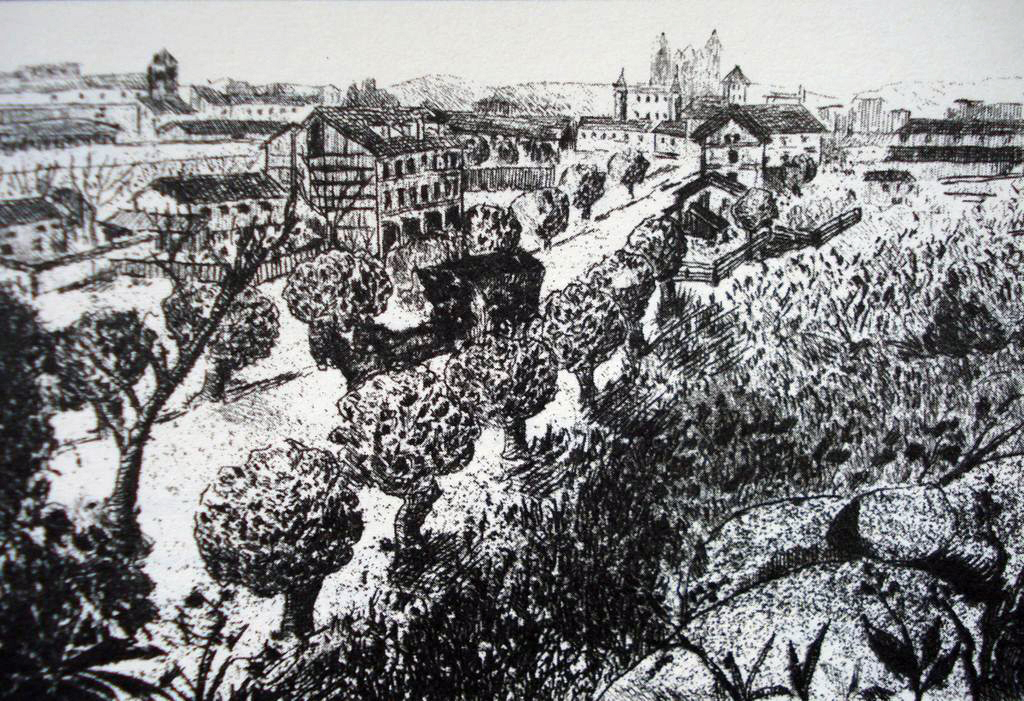
Situació del Paseo de las Negrillas, avui Ordoño II, abans de fer-se l'eixample.

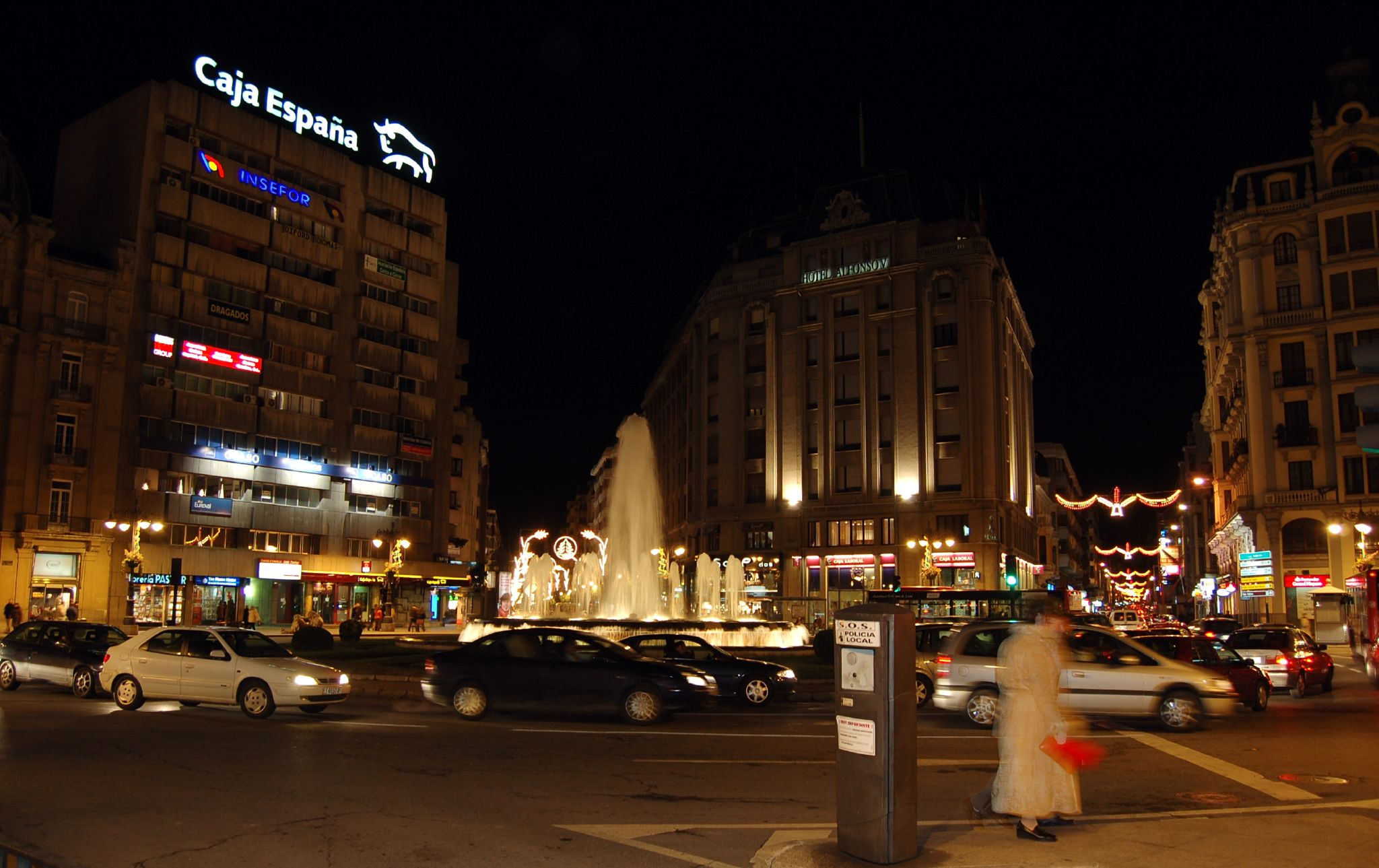
Les principals vies de l'eixample conflueixen a la plaça de Santo Domingo, punt de confluència entre l'eixample i el nucli antic i principal plaça de la ciutat.

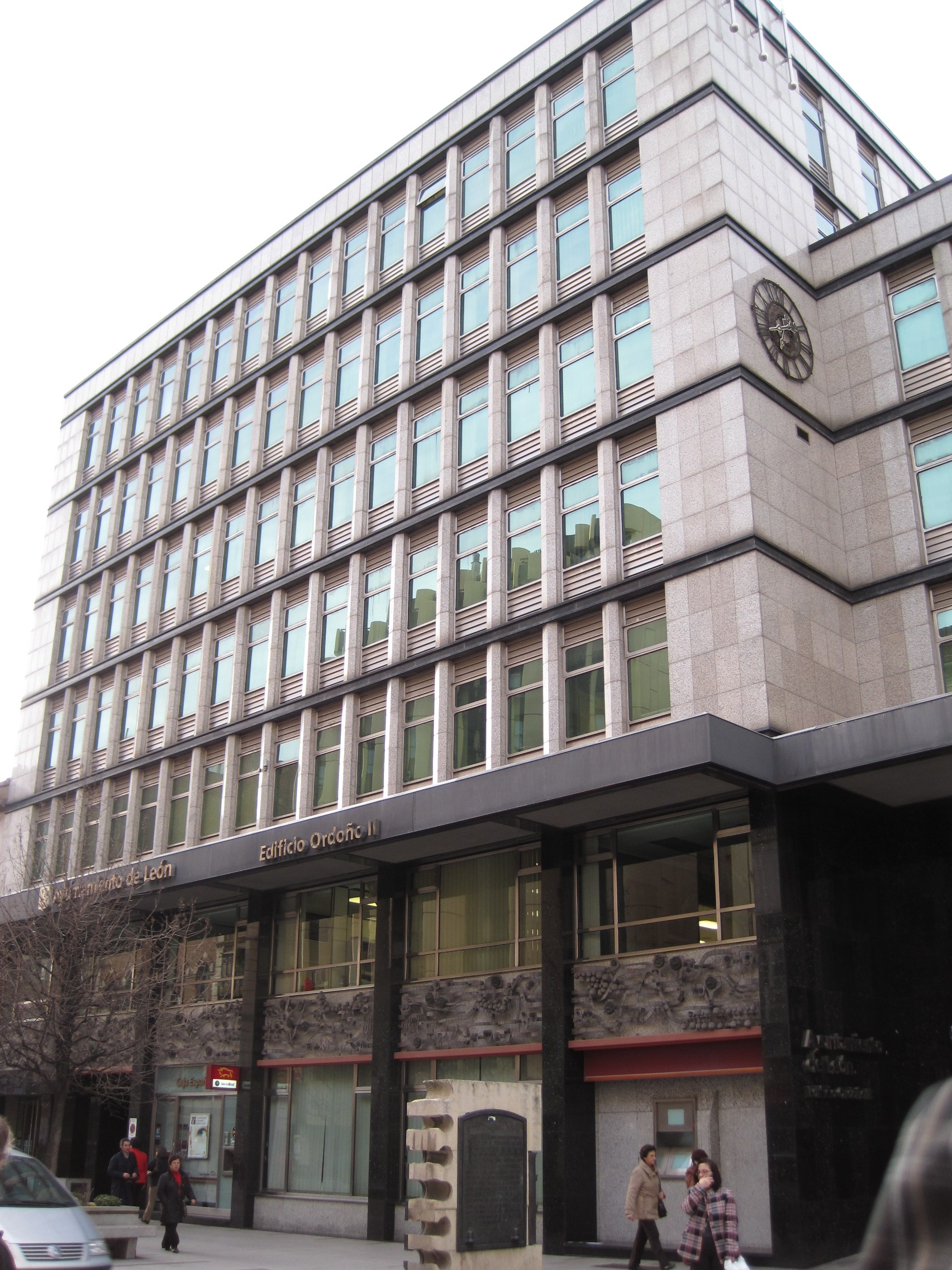
Seu de l'Ajuntament de Lleó, en l'avinguda d'Ordoño II, principal eix de l'eixample lleonès.

L'Eixample de Lleó es va posar en marxa el 1904 entorn del seu eix principal, el carrer Ordoño II. L'eixample va tenir un desenvolupament lent, on la ciutat va començar a ocupar Ordoño II, seguint amb la construcció d'edificis al seu voltant. L'escassa demanda i la falta de serveis públics van retardar el desenvolupament total mentre la ciutat s'expandia en l'extraradi amb nous barris obrers.

## Història

### Antecedents
La desamortització de Mendizabal va obrir les portes al creixement urbà més enllà de la plaça de Santo Domingo, no obstant això, aquest creixement haurà d'esperar al realineament del carrer ample, que es va desenvolupar al llarg del segle xix i que es va retardar per no perjudicar als palaus renaixentistes dels Guzmanes i el dels marquesos de Villasinta.
En 1863 arriba el ferrocarril a la ciutat, ubicant-se la nova estació al marge dret del riu. La situació d'aquesta potència la unió de la plaça de Santo Domingo i del recinte emmurallat amb aquesta zona; prenent des de llavors ja certa importància Ordoño II, llavors Paseo de las Negrillas, importància que es confirma amb la construcció d'un nou pont de ferro sobre el Bernesga en 1871.
Aquest canvi en la situació urbana de la ciutat indueix a l'ajuntament a donar contingut teòric a l'eixample, sent el cap municipal d'obres públiques, José Manuel Ruiz de Salazar, qui defineix els elements urbanístics que ha de contenir el nou barri de la ciutat. L'estudi, publicat en 1889, tenia una rellevància singular, doncs pretenia l'ocupació de 80 hectàrees per donar recer 16.000 persones; xifres molt ambicioses al Lleó de llavors, que ocupava una superfície lleugerament inferior per a una població similar.
Aquest primer estudi ja defineix alguns elements característics que s'han conservat en l'actualitat, tals com el caràcter vertebrador d'Ordoño II en la nova trama urbana. Així mateix, també recull la creació d'un pulmó verd, el Paseo de Invierno, que connecta el jardí de San Francisco amb el Bernesga, que té la seva equivalència actualment en l'avinguda Lancia de la capital lleonesa. Finalment, l'estudi fa un repartiment d'equipaments públics distribuïts estratègicamente per tota la trama per dotar-los de contingut.

### Projecte de 1904
Donada l'escassa viabilitat de l'estudi de 1889, l'ajuntament convoca un concurs set anys més tard que englobava els terrenys de l'anterior estudi menys els pertanyents al monestir de San Claudio, reduint l'actuació a 55 hectàrees. El projecte es dissenya amb tres objectius, el primer va ser el d'un "urbanisme higienista", tal com ho defineix Reguera, és a dir, el projecte de l'eixample lleonès vetllava per la puresa de l'aire plantejant la construcció de xarxes de sanejament i orientant els carrers, fins i tot, a la direcció dels vents. El segon era la de consolidar el desenvolupament de Lleó cap a l'oest, apropant el caseriu al nucli ferroviari emergent més enllà del riu. El tercer i últim va ser el de cobrir l'expectativa de la ciutat, ja que segons recollia el projecte; "Lleó és una ciutat que està augmentant, està despertant del seu son i ha de tenir en poc temps un notable creixement, potser en harmonia amb l'Eixample projectat amb ser aquest gran". Aquestes expectatives de creixement es basaven en el creixement ferroviari, la centralitat adoptada per la ciutat en els importants negocis miners lleonesos i en les expectatives militars de la ciutat, on se sospesava la creació d'una capitania general.
L'únic treball que es presenta recull tots els elements essencials en la trama viària que l'ajuntament de León exigia en el concurs. Així, el projecte recull com a centres de referència les places de Santo Domingo, centre geomètric després de l'expansió de la ciutat amb l'eixample, la plaça de Guzmán el bueno, centre de distribució del tràfic entre la ciutat nova i la vella i la plaça de San Marcos, on es buscava connectar la ciutat vella amb l'antic convent, ja en aquells dies declarat monument nacional.
Per tot això, el projecte original plantejava la Gran Via de San Marcos com a principal eix viari, seguint els preceptes de l'eixample de Barcelona. El traçat de mansanes quadriculades, d'una important extensió, va marcar el traçat d'aquesta via i una via "diagonal", Ordoño II, es va ordenar amb un sistema de pomes triangulars. El projecte es va enfonsar immediatament, amb una sèrie de modificacions que no van permetre la seva aprovació fins a 1935.

### Desenvolupament
Una vegada aprovat el projecte, el desenvolupament de l'eixample topà amb l'inconvenient de la falta de recursos de l'ajuntament. I és que a pesar que ja al segle xix es contemplava el finançament del projecte, el ministeri d'hisenda va trigar 6 anys a lliurar les xifres dels contribuents sobre els quals calia aplicar el recàrrec per la urbanització dels terrenys. Aquesta falta de recursos va impedir a l'ajuntament acudir a l'expropiació com a via per adquirir els terrenys, per la qual cosa únicament va haver de negociar directament amb els propietaris, que forcessin la inclusió de modificacions en el projecte.
Aquestes modificacions suposen l'obertura de nous carrers secundaris perpendiculars a Ordoño II, que es convertiria en la principal via del nou barri, així com l'obertura de nous carrers principals no contemplades en el projecte inicial com a Burg Nou i *Fajeros. El desenvolupament de l'eixample va ser lent per la normativa municipal que prohibia la implantació d'indústries i habitatges obrers, que es veurien també espantades del sector per un cost del terreny que feia inassumible la inversió. És per això que l'eixample es desenvolupa en funció de la demanda de la classe acomodada de la ciutat.

## Situació actual
L'eixample de Lleó és avui el centre de la ciutat de Lleó, on es troben la gran majoria de seus institucionals i empresarials.